# 九華公園
九華公園（きゅうかこうえん）は、三重県桑名市吉之丸にある公園。桜、つつじ、桑名市の花でもある花菖蒲の名所として知られ、市民の憩いの場として親しまれている。

## 概要
九華公園は桑名城跡を公園として整備したもので、園内では桑名城ゆかりの様々な遺構を見ることができる。堀は公園全体の約6割を占め、水が張られている。堀上には多数の橋が架けられている。
園内には、ソメイヨシノ、しだれ桜、山桜などの桜が約450本あり、三重県下屈指の桜の名所となっている。また、ヒラドツツジ、オオムラサキツツジといったつつじが、伊勢系、肥後系、江戸系といった花菖蒲が数千株ある。花菖蒲の数は約8,000株とも言われているが、庭師でも数え切れない数となっている。

## 歴史
桑名城としての歴史は、桑名城の沿革の節を参照のこと。
明治維新によって桑名城は灰燼に帰し、以後荒廃していたが、1928年（昭和3年）に松平定信（守国公、楽翁）没後百年祭を記念して、本丸・二之丸一帯が九華公園として整備された。公園の設計者は、元桑名藩士で庭園史研究家の小沢圭次郎である。
1942年（昭和17年）に、「桑名城跡」が三重県指定史跡となった。指定地域には九華公園の一部が含まれている。

## 施設等
- 本丸跡
  - 天守閣跡
  - 鎮国守国神社
  - 辰巳櫓跡
  - 神戸櫓跡
- ニ之丸跡
  - 奥平屋敷
  - ニ之丸堀
- 三之丸跡
  - 本多忠勝像
  - 三之丸堀
- 西之丸コミュニティーパーク
- 九華公園グラウンド
  - 野球大会が行われる場合は、「九華公園野球場」と呼ばれることが多い。
- 九華公園相撲場
- 森陳明
  - つらあき、森常吉、「精忠苦節」碑。
- 水谷一楓歌碑
- 土生暁帝句碑
- 葛山たけし句碑

## 祭・イベント
- さくらまつり（桜の開花に合わせて。4月1～15日頃[6]）
- つつじまつり（5月1～15日[6]）
- 花菖蒲まつり（6月上旬～中旬）

## 名称の由来
中国には九華扇という扇があり、桑名城の通称が扇城であることから、この公園に関連深いものと考えられる。一方、九華は「くはな（くわな）」と読むことができ、江戸時代には桑名を表すものとして使用された。そこで、城の通称と「くわな」の読みにかけて九華公園と名づけられたと言われている。

## ギャラリー

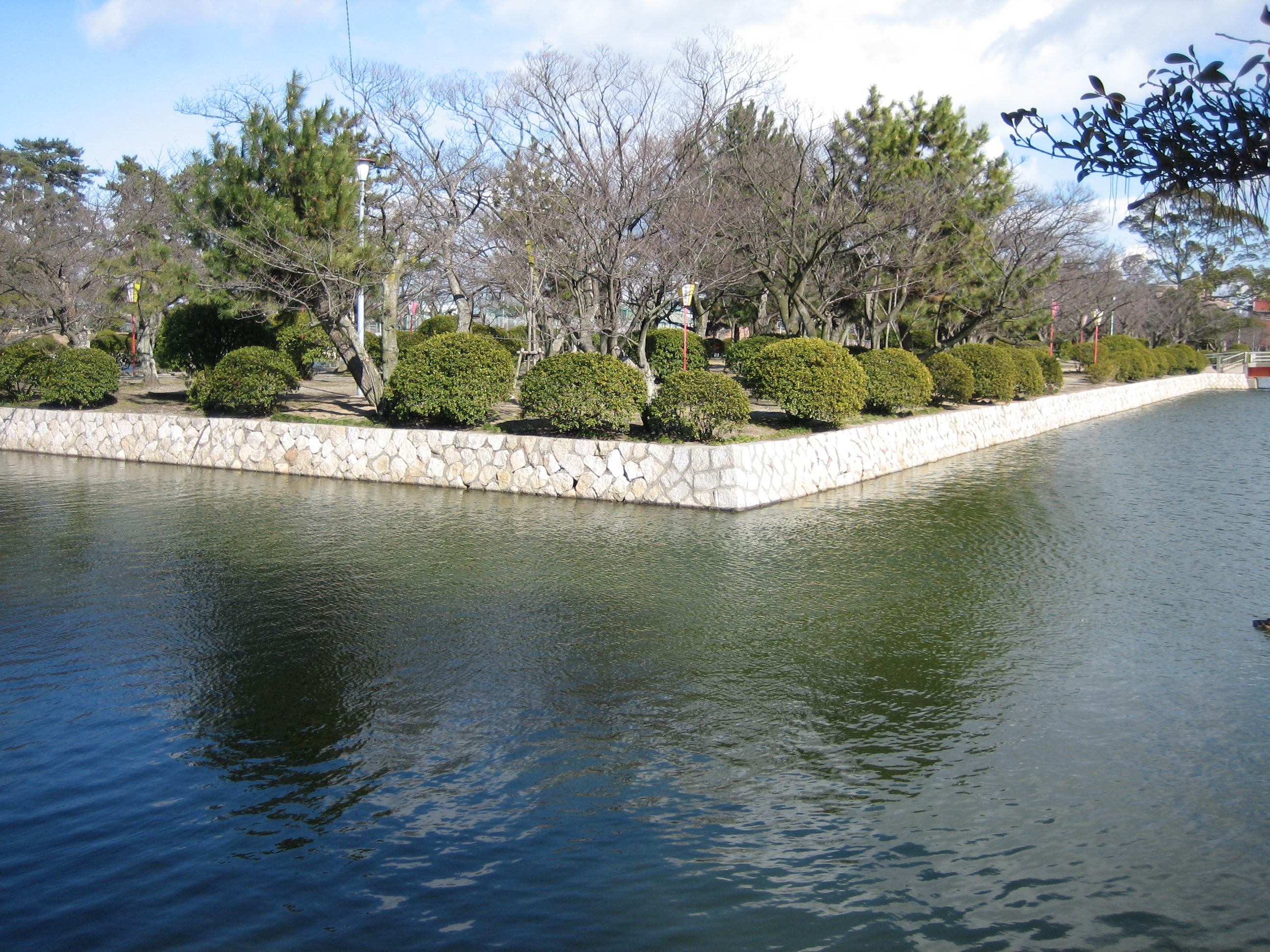
ニ之丸跡
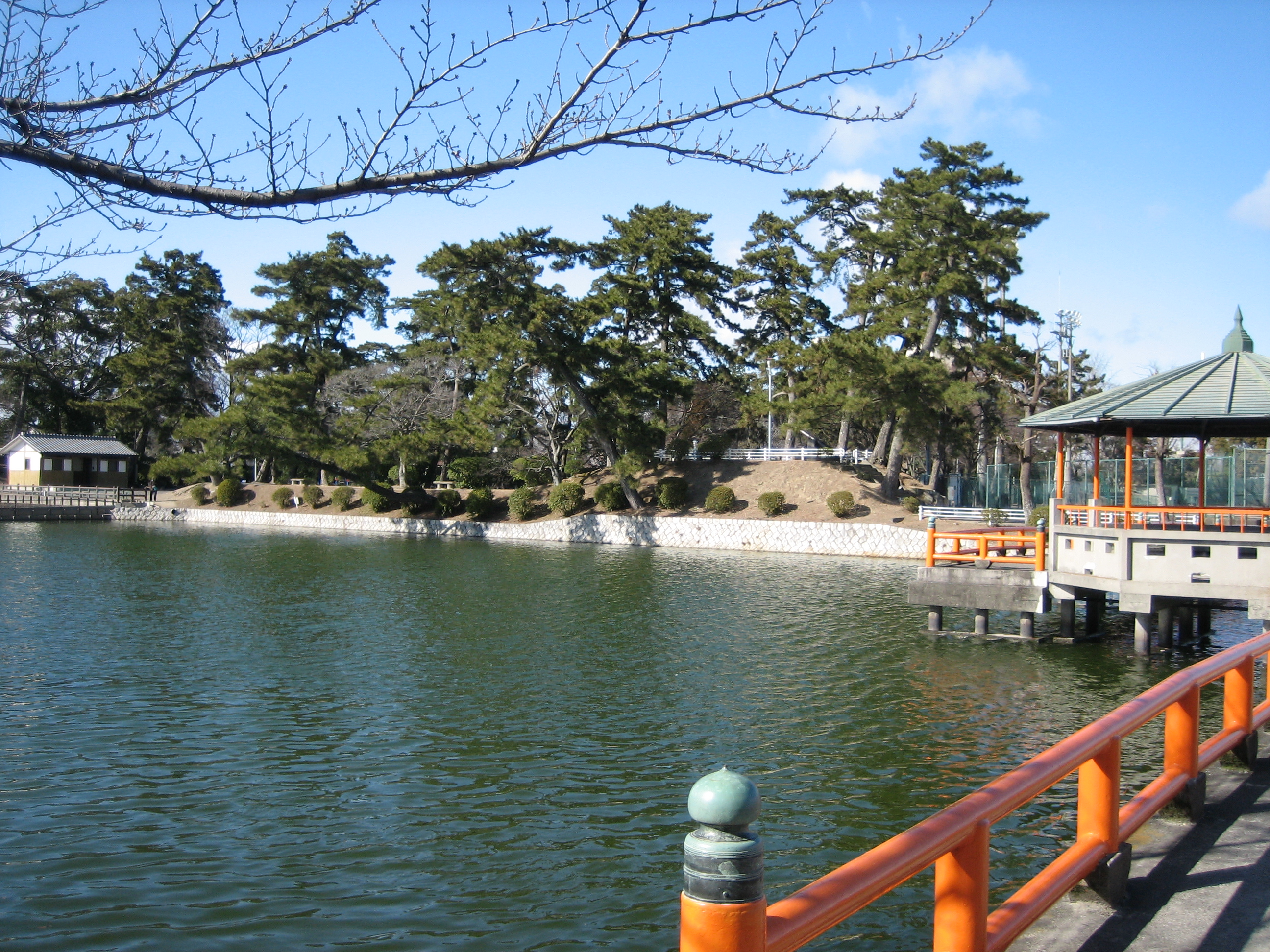
本丸跡と辰巳櫓跡（中央）
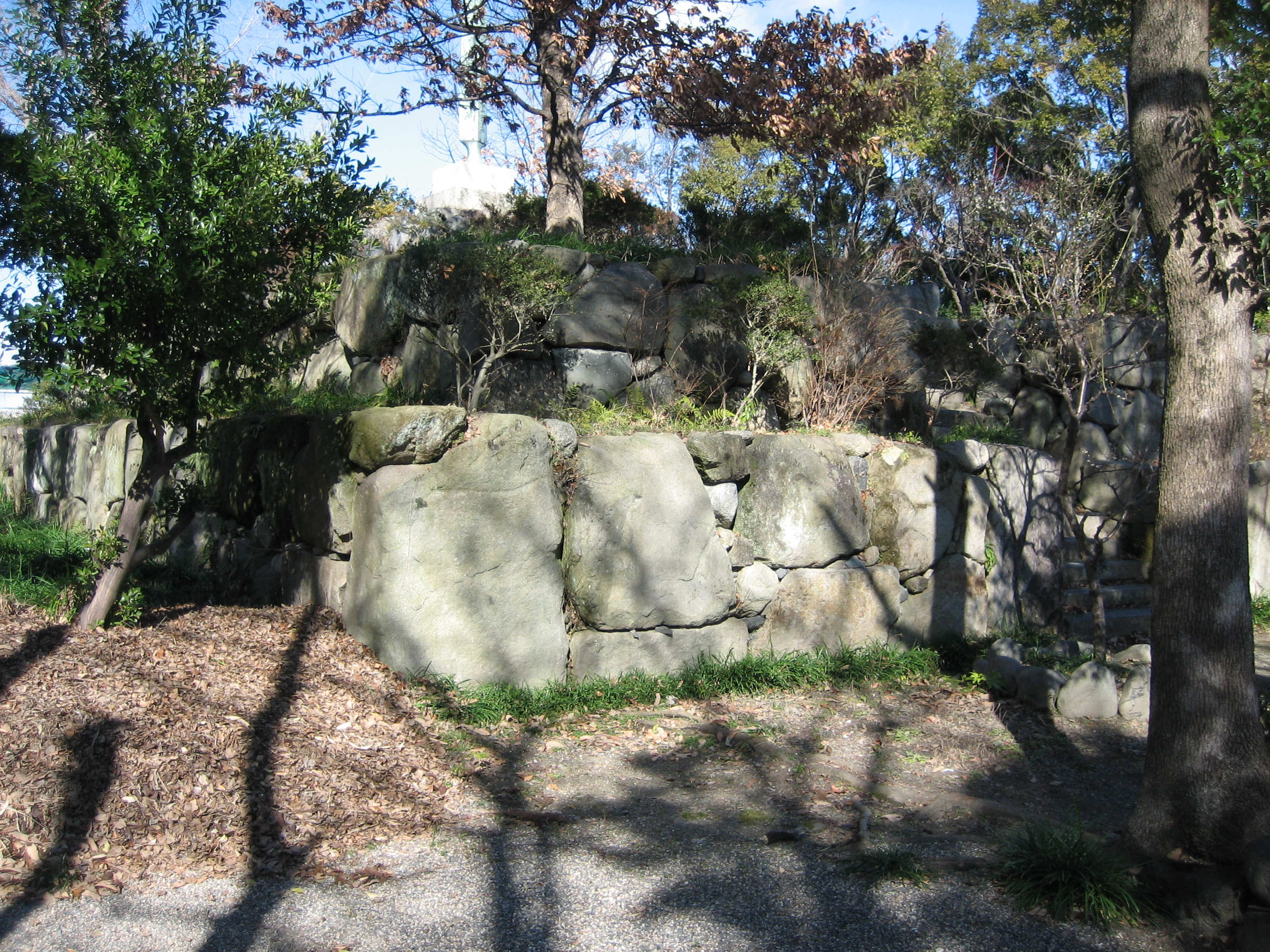
天守台
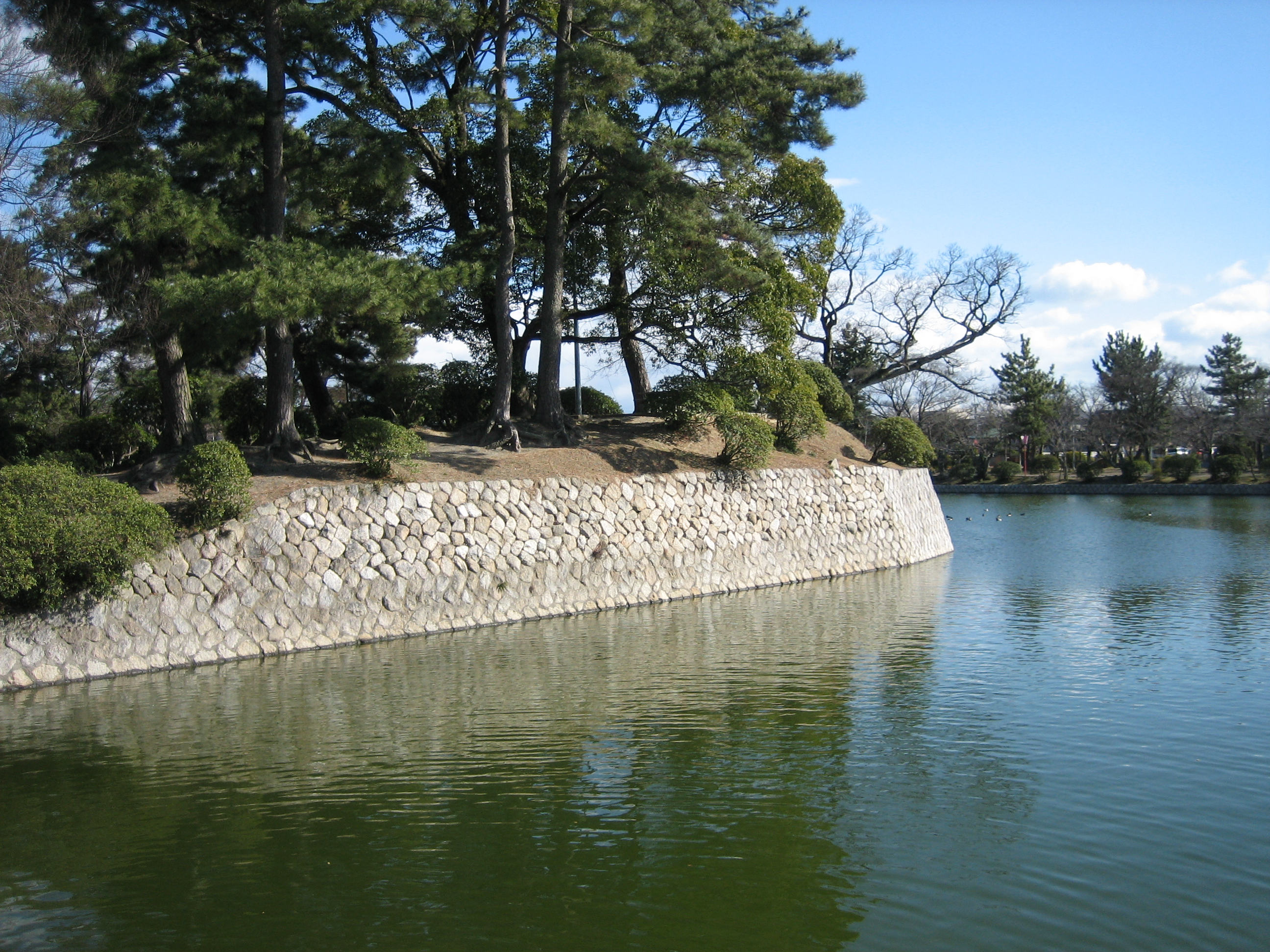
神戸櫓跡
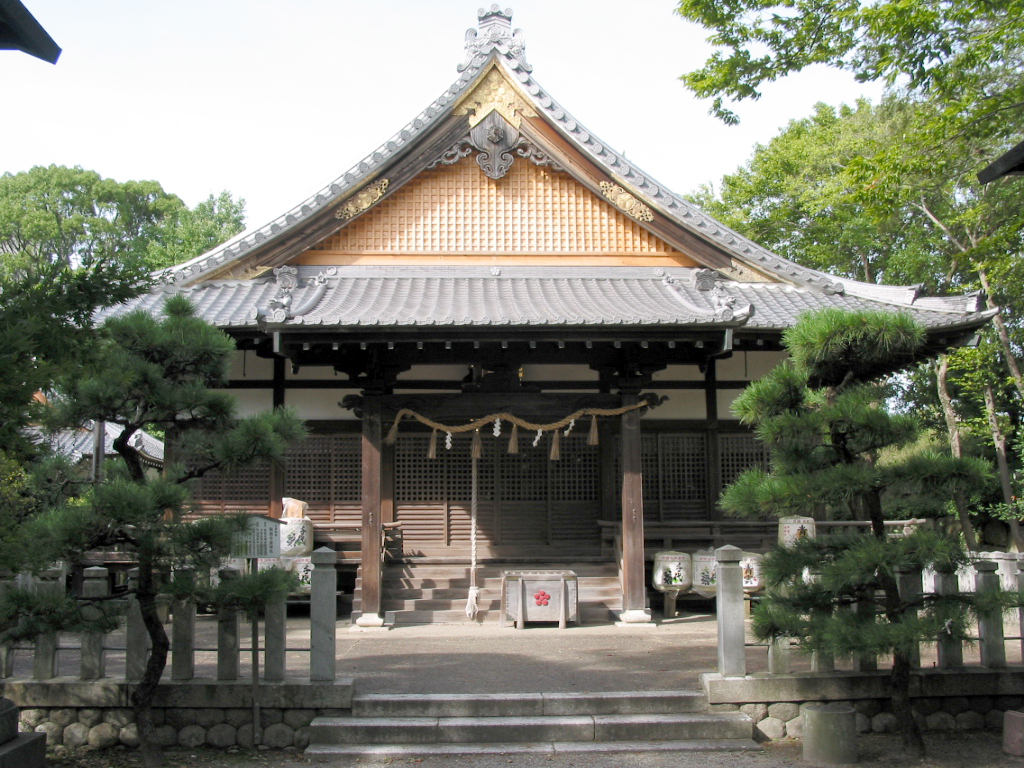
鎮国守国神社